# Florida Gators
Florida Gators – nazwa drużyn sportowych University of Florida w Gainesville, biorących udział w akademickich rozgrywkach w Southeastern Conference oraz American Athletic Conference (lacrosse), organizowanych przez National Collegiate Athletic Association. 

## Sekcje sportowe uczelni

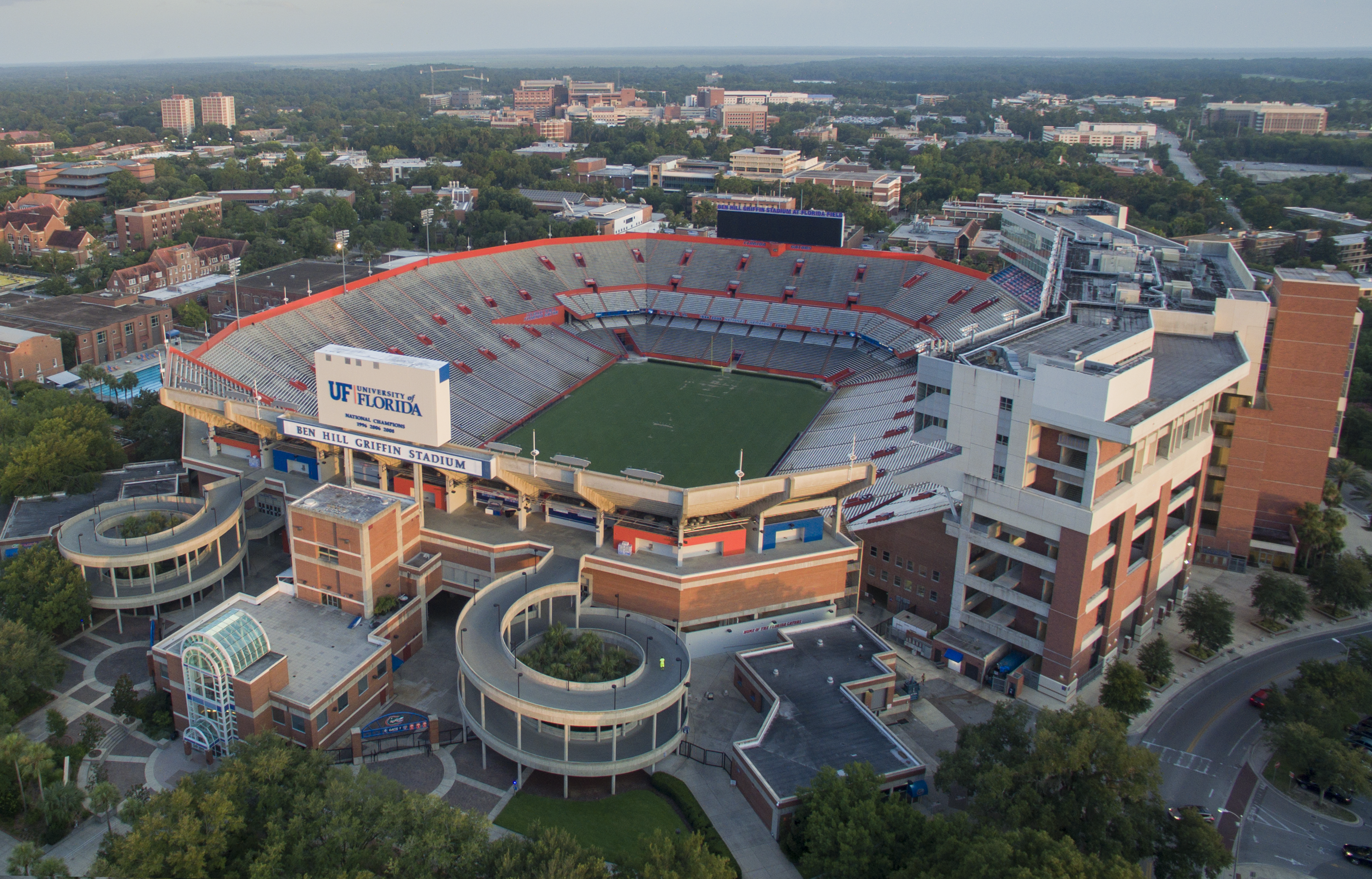
Ben Hill Griffin Stadium.

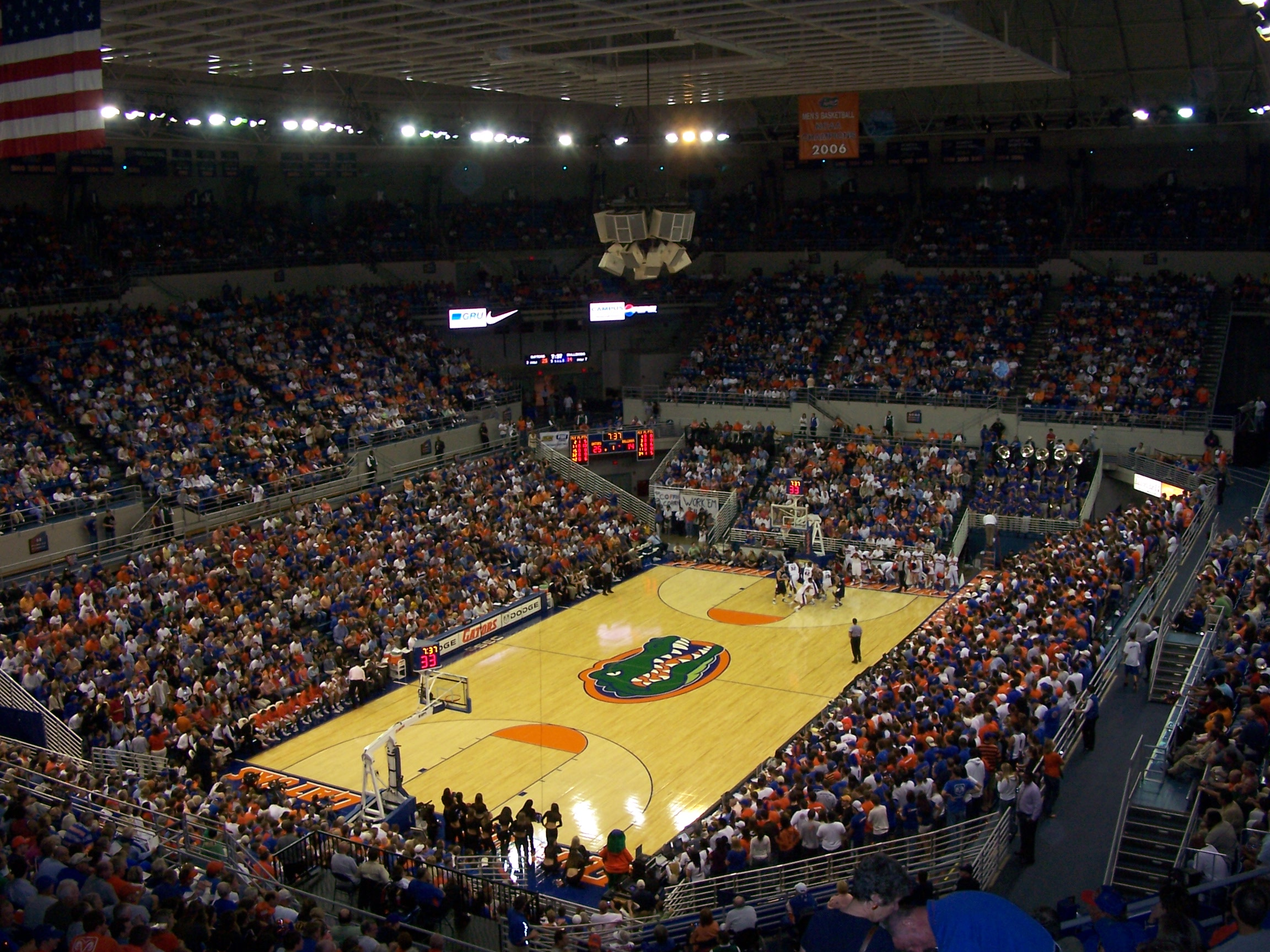
O’Connell Center.

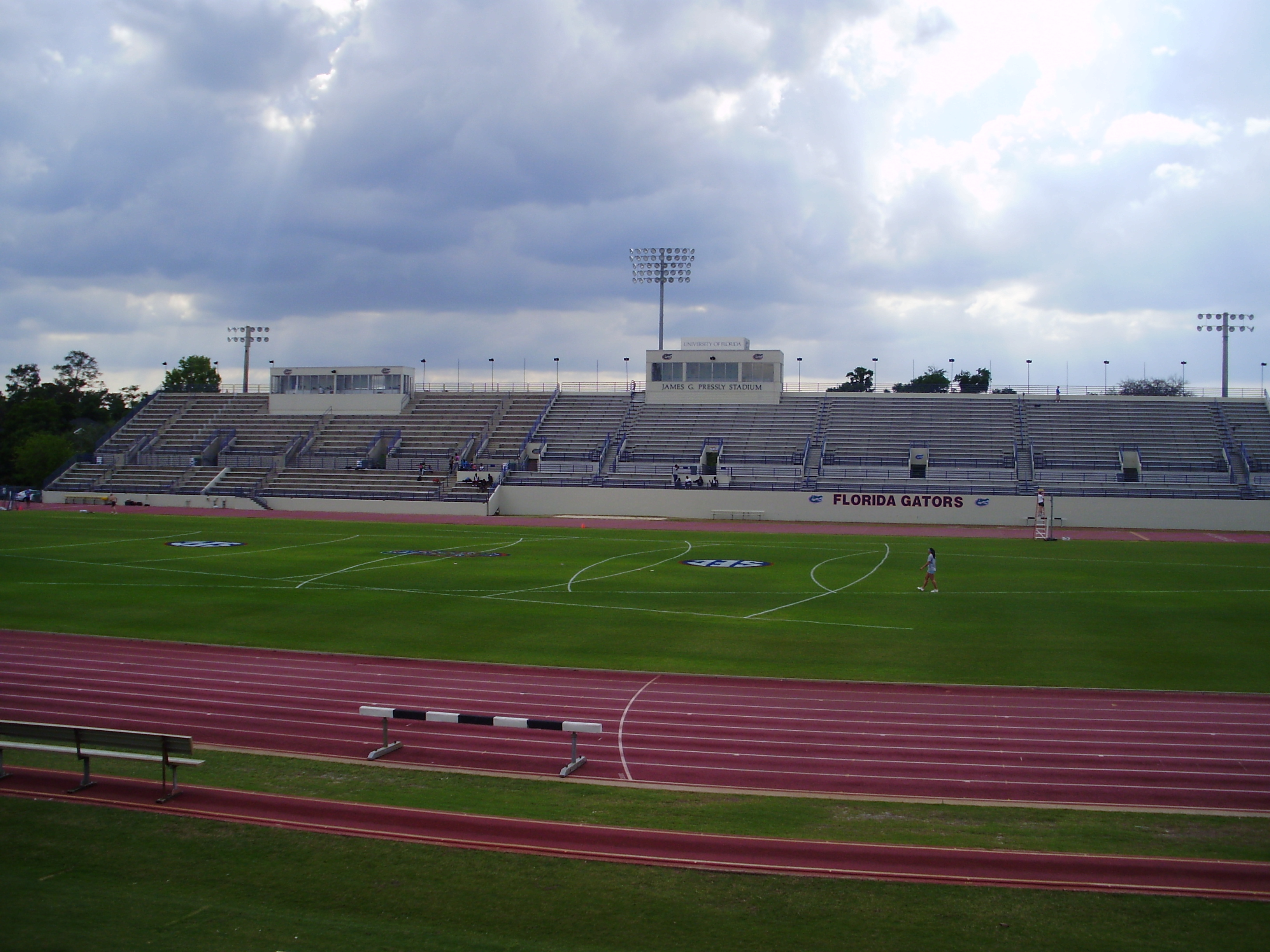
James G. Pressly Stadium.

| Mężczyźni - baseball - bieg przełajowy - futbol amerykański - golf (4): 1968, 1973, 1993, 2001 - koszykówka (3): 2006, 2007, 2025 - lekkoatletyka (3): 2010, 2012, 2013 oraz (2): 2011, 2012 w hali - pływanie (2): 1983, 1984 - tenis | Kobiety - bieg przełajowy - gimnastyka artystyczna (2): 2014, 2015 - golf (2): 1985, 1986 - koszykówka - lacrosse - lekkoatletyka (1): 1992 (w hali) - piłka nożna (1): 1998 - siatkówka - pływanie (2): 1982, 2010 - softball (2): 2014, 2015 - tenis (6): 1992, 1996, 1998, 2003, 2011, 2012 |

W nawiasie podano liczbę tytułów mistrzowskich NCAA (stan na 1 lipca 2015)

## Obiekty sportowe
- Ben Hill Griffin Stadium – stadion futbolowy o pojemności 88 548 miejsc[4]
- O’Connell Center – hala sportowa o pojemności 12 000 miejsc, w której odbywają się mecze koszykówki[5]
- Alfred A. McKethan Stadium – stadion baseballowy o pojemności 5500 miejsc[6]
- James G. Pressly Stadium – stadion wielofunkcyjny o pojemności 4500 miejsc, na którym odbywają się zawody lekkoatletyczne i mecze piłkarskie[7]
- Alfred A. Ring Tennis Complex – korty tenisowe z trybuną o pojemności 1000 miejsc[8]
- Donald R. Dizney Stadium – stadion o pojemności 1500 miejsc, na którym rozgrywane są mecze lacrosse[9]
- Katie Seashole Pressly Stadium – stadion softballowy o pojemności 1200 miejsc[10]